# 奥帕特沃劳什德
奥帕特沃劳什德，是匈牙利巴兰尼亚州所辖的一个村。总面积8.14平方公里，总人口130，人口密度16.0人/平方公里（2011年1月1日）。